# Инверсионная терапия
Инверсионная терапия — процедура, при которой человека переворачивают вниз головой, как утверждается, для медицинских целей.
Одной из опасностей инверсионной терапии является приток крови к мозгу, что может нести риск для здоровья. Противопоказано людям с высоким артериальным давлением. При осуществлении в первый раз рядом обязательно должен находиться другой человек для оказания помощи.
Может осуществляться надеванием гравитационных ботинок или с использованием инверсионного стола.